# Santos Escobar
Jorge Luis Alcantar Bolly, meglio noto con i ring name El Hijo del Fantasma e Santos Escobar (Città del Messico, 30 aprile 1984), è un wrestler messicano sotto contratto con la WWE.
Prima di approdare in WWE, ha militato nel Consejo Mundial de Lucha Libre, nella Lucha Libre AAA Worldwide, nella Lucha Underground e ad Impact Wrestling. In WWE ha detenuto una volta l'NXT Cruiserweight Championship.

## Carriera

### Consejo Mundial de Lucha Libre (2008–2013)
Alcantar venne introdotto nella Consejo Mundial de Lucha Libre nel 2008, dopo aver lasciato la IWRG. Riuscì a vincere il CMLL World Trios Championship per due volte insieme a Héctor Garza e La Mascara. Nella prima occasione, pur non avendo mai fatto squadra insieme, riuscirono ad arrivare nella finale del torneo per l'assegnazione delle cinture vacanti e a sconfiggere nel match decisivo Blue Panther, Dos Caras Jr. e Mistico. Il 5 agosto 2008, persero i titoli in favore di Último Guerrero, Negro Casas e Atlantis. Il 18 gennaio 2009, nel rematch, riuscirono a riconquistare i titoli. Dopo l'incontro, El Hijo del Fantasma ricevette molti complimenti da Averno. Nel giugno 2009, conquistò anche il Middleweight Title che perse il 14 febbraio 2010 contro Negro Casas.
Il 7 maggio 2010, durante una difesa dei World Trios Championships, Garza passò da Tecnico a Rudo (da Face ad Heel nel gergo americano) attaccando sia Fantasma che La Mascara, permettendo agli avversari Hiroshi Tanahashi, Shigeo Okumura e Taichi Ishikari di vincere le cinture. Il 28 ottobre 2012, Fantasma perse un match valido per l'NWA World Historic Middleweight Championship contro Dragon Rojo Jr. Insieme ad El Felino, partecipò all'edizione 2013 del Torneo Nacional de Parejas Increibles, ma i due vennero eliminati al primo round da Averno e La Mascara.

### WWE (2019–presente)

#### NXT(2019–2022)
Il 14 agosto 2019 firmò con la WWE, venendo mandato al Performance Center per allenarsi, subendo tuttavia un infortunio che lo ha costretto a numerose settimane di stop. Il 12 aprile venne annunciato che El Hijo del Fantasma avrebbe partecipato ad un torneo per determinare il nuovo detentore ad interim dell'NXT Cruiserweight Championship. Nella puntata di NXT del 22 aprile, infatti, fece il suo debutto nel primo turno di tale torneo sconfiggendo Gentleman Jack Gallagher. Nella puntata di NXT del 29 aprile venne sconfitto da Isaiah "Swerve" Scott nel secondo turno del torneo. Nella puntata di NXT del 20 maggio sconfisse Akira Tozawa nell'ultimo turno del torneo, qualificandosi ufficialmente per la finale. Nella puntata di NXT del 3 giugno sconfisse Drake Maverick nella finale del torneo diventando dunque il detentore ad interim dell'NXT Cruiserweight Championship. Nella puntata di NXT del 10 giugno Fantasma, aiutato da due uomini mascherati, rivelatisi poi essere Joaquin Wilde e Raul Mendoza, attaccò Maverick e si tolse la maschera rivelando il suo vero nome, "Santos Escobar". L'8 luglio, nella seconda serata della puntata speciale NXT The Great American Bash, il Legado del Fantasma (la stable formata da Escobar, Mendoza e Wilde) sconfisse i Breezango e Drake Maverick. Nella puntata di NXT del 26 agosto difese con successo il titolo contro Isaiah "Swerve" Scott. Il 4 ottobre, a NXT TakeOver: 31, difese nuovamente con successo il titolo contro Isaiah "Swerve" Scott. Nella puntata di NXT dell'11 novembre difese poi con successo la cintura dei pesi leggeri contro Jake Atlas. Nella puntata speciale NXT New Year's Evil del 6 gennaio difese con successo il titolo contro Gran Metalik. Nella puntata di NXT del 3 febbraio difese con successo il titolo contro Curt Stallion. L'8 aprile, nella seconda serata di NXT TakeOver: Stand & Deliver, sconfisse l'NXT Cruiserweight Champion originale Jordan Devlin in un Ladder match, diventando così l'Undisputed NXT Cruiserweight Champion. Nella puntata di NXT del 13 aprile perse il titolo contro Kushida dopo 321 giorni di regno. L'11 maggio, ad NXT, venne sconfitto nuovamente da Kushida in un 2-out-of-3 Falls match per 2-1, fallendo l'assalto al titolo. Il 13 giugno, a NXT TakeOver: In Your House, il Legado del Fantasma affrontò Bronson Reed e gli MSK, rispettivamente il primo detentore dell'NXT North American Championship e i secondi detentori dell'NXT Tag Team Championship, in un Winner Takes All Six-man Tag Team match per tutte e tre le cinture ma vennero sconfitti. Nella puntata di NXT 2.0 del 12 ottobre affrontò Isaiah "Swerve" Scott per l'NXT North American Championship ma venne sconfitto. Il 15 febbraio, nella puntata speciale NXT Vengeance Day, affrontò Bron Breakker per l'NXT Championship ma venne sconfitto. Nella puntata di NXT 2.0 del 15 marzo sconfisse Cameron Grimes, inserendosi nel Ladder match per l'NXT North American Championship NXT Stand & Deliver. Il 2 aprile, durante tale evento, prese appunto parte al Ladder match valevole per l'NXT North American Championship che comprendeva anche il campione Carmelo Hayes, Cameron Grimes, Grayson Waller e Solo Sikoa ma il match venne vinto da Grimes. Il 4 giugno, a NXT In Your House, il Legado del Fantasma venne sconfitto da Tony D'Angelo, Channing "Stacks" Lorenzo e Troy "Two Dimes" Donovan e, come da stipulazione, il Legado dovette unirsi alla stable di D'Angelo. Nella puntata speciale NXT Heatwave del 16 agosto venne sconfitto da Tony D'Angelo in uno Street Fight nel quale, qualora Escobar avesse vinto, il Legado del Fantasma sarebbe uscito dalla stable di D'Angelo, ma poiché venne sconfitto lo stesso Escobar dovette abbandonare NXT (kayfabe) e, per questo motivo, venne visto poco dopo allontanarsi in macchina assieme a Cruz Del Toro, Wilde e Elektra Lopez.

#### SmackDown(2022–presente)
Nella puntata di SmackDown del 7 ottobre fece il suo ritorno assieme a Cruz Del Toro e Joaquin Wilde e, affiancati da Zelina Vega, debuttarono nel main roster attaccando i membri dell'Hit Row (Ashante "Thee" Adonis, B-Fab e Top Dolla).
Nella puntata di SmackDown dell'11 novembre prevalse su Shinsuke Nakamura nel primo turno della SmackDown World Cup (con in palio un'opportunità titolata all'Intercontinental Championship. Due settimane dopo, ebbe la meglio su Butch guadagnando l'accesso alla finale. Tuttavia, in finale, svoltasi il 2 dicembre a SmackDown, venne sconfitto da Ricochet. Il 28 gennaio a Royal Rumble, partecipò all'incontro omonimo entrando col numero 10 ma venne eliminato da Brock Lesnar. Il 10 febbraio, a SmackDown, prese parte ad un fatal 4-way match che comprendeva anche Karrion Kross, Madcap Moss e Rey Mysterio per determinare il prossimo sfidante di Gunther per l'Intercontinental Championship ma fu Moss a prevalere. Nella puntata di SmackDown del 31 marzo partecipò all'annuale André the Giant Memorial Battle Royal ma venne eliminato da Braun Strowman. Il 9 giugno, a SmackDown, prevalse su Mustafa Ali riuscendo a qualificarsi per il Money in the Bank Ladder match.
Il 1º luglio, a Money in the Bank, partecipò all'omonimo incontro che comprendeva anche Butch, Damian Priest, LA Knight, Logan Paul, Ricochet e Shinsuke Nakamura ma il match venne vinto da Priest. La settimana dopo, a SmackDown, vinse un fatal 4-way match insieme ad AJ Styles, Butch e Grayson Waller per potersi guadagnare la finale dello United States Invitational, un torneo con in palio in un match per lo United States Championship. Il 28 luglio, a SmackDown, prevalse su Rey Mysterio, suo compagno nel Latino World Order, per colpa di un infortunio di Mysterio, diventando lo sfidante ufficiale per lo United States Championship di Austin Theory. Il 5 agosto, a SummerSlam, prese parte ad una battle royal ma venne eliminato da Karrion Kross. L'11 agosto, durante SmackDown, avrebbe dovuto affrontare Theory per il titolo degli Stati Uniti ma il suo posto venne preso da Mysterio dopo che Escobar era stato infortunato da Theory (kayfabe). Il 29 settembre, a SmackDown, affrontò Rey Mysterio per lo United States Championship ma venne sconfitto. Il 7 ottobre, a Fastlane, Escobar, Rey Mysterio e Carlito prevalsero su Bobby Lashley e gli Street Profits. Nella puntata di SmackDown del 10 novembre effettuò un turn heel attaccando Rey Mysterio dopo che questi aveva preso le difese di Carlito. Il 25 novembre, a Survivor Series WarGames, trionfò su Dragon Lee. Nella puntata di SmackDown dell'8 dicembre prese parte al torneo per determinare il nuovo sfidante di Logan Paul per lo United States Championship sconfiggendo Dragon Lee nel primo turno, e due settimane dopo sconfisse anche Bobby Lashley nella semifinale grazie all'aiuto di Angel e Humberto, ma nella finale, svoltasi il 5 gennaio nella puntata speciale SmackDown New Year's Revolution, venne sconfitto da Kevin Owens.
Il 27 gennaio a Royal Rumble, partecipò all'omonimo incontro entrando col numero 7 ma venne eliminato da Carlito. Escobar si alleò con Dominik Mysterio e a WrestleMania XL il duo sfidò Rey Mysterio e Andrade in sostituzione a Dragon Lee in un tag team match. Escobar e il suo alleato ne uscirono sconfitti dopo l'interferenza di Lane Johnson e Jason Kelce.
Nel agosto venne sconfitto da LA Knight in un mach titolato per lo United States Championship.

## Vita privata

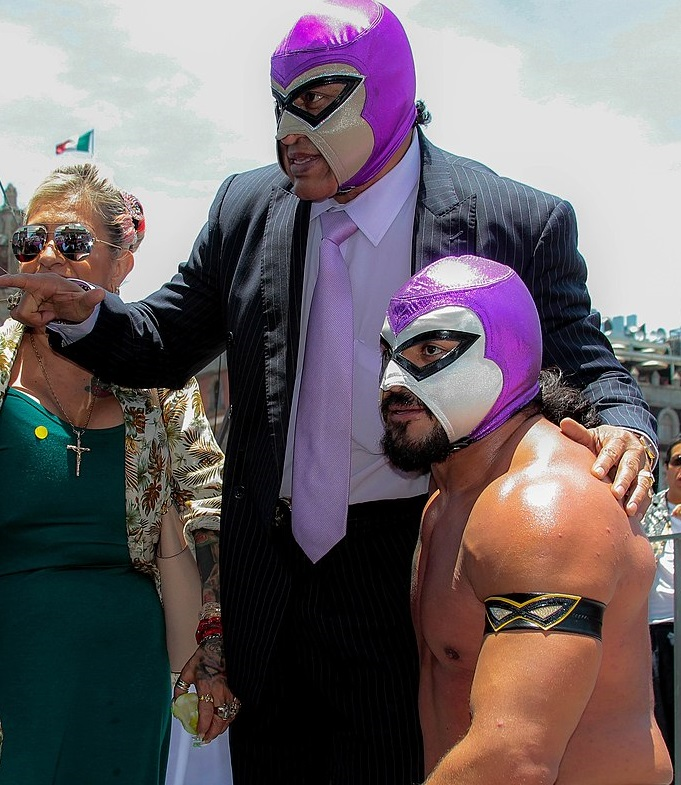
El Hijo del Fantasma (in basso a destra) assieme a suo padre, El Fantasma, nel 2018

Alcantar è figlio del leggendario lottatore El Fantasma.

## Personaggio

### Mosse finali
- Thrill of the Hunt / Phantom Driver (WWE) (Samoan driver)
- Thrill of the Kill (Cradle Kneeling Reverse piledriver, a volte in versione spinning)

## Titoli e riconoscimenti
- Consejo Mundial de Lucha Libre
  - CMLL World Trios Championship (2) – con Héctor Garza e La Mascara
  - CMLL World Middleweight Championship (1)
  - Torneo Generación 75 (2009)
  - CMLL Trio of the Year: 2009 – con Héctor Garza e La Mascara
- Lucha Libre AAA Worldwide
  - AAA Fusión Championship (1)
  - AAA Latin American Championship (1)
  - AAA World Cruiserweight Championship (1)
  - Copa Antonio Peña (2017)
  - Copa La Polar (2017)
- Lucha Underground
  - Lucha Underground Gift of the Gods Championship (1)
- Pro Wrestling Illustrated
  - 63º tra i 500 migliori wrestler secondo PWI 500 (2015)
- Toryumon Mexico
  - Yamaha Cup (2010) – con Angélico
- WWE
  - NXT Cruiserweight Championship (1)[31]
  - Interim NXT Cruiserweight Championship Tournament (2020)